# كارلوس روبرتو رينا
كارلوس روبرتو رينا (بالإسبانية: Carlos Roberto Reina Idiáquez) (و. 1926 – 2003 م) هو دبلوماسي، وقاض، ومحام من هندوراس ولد في تيجوسيجالبا.

## روابط خارجية
- كارلوس روبرتو رينا على موقع مونزينجر (الألمانية)